# Stan załogi ORP Żbik 1 września 1939 roku
Stan załogi ORP „Żbik” 1 września 1939 roku – zestawienie członków załogi ORP „Żbik” typu Wilk według staniu na 1 września 1939 roku. Tego dnia załoga okrętu składała się z 5 oficerów, 26 podoficerów oraz 22 marynarzy i starszych marynarzy.
| Oficerowie | Oficerowie                                 |
| --- | ------------------------------------------ |
| Dowódca: kmdr ppor. Michał Żebrowski | Zastępca dowódcy: kpt. mar. Wilhelm Komuda |
| por. mar. Roman Jankisz • por. mar. Henryk Zdzienicki • por. mar.Kazimierz Sadowski |                                            |
| Podoficerowie |                                            |
| bosman Jarosław Dubiński • bosman Bolesław Małek • bosman Stanisław Pilarczyk • bosmat Jerzy Frohlke • bosmat Zenon Przybylski • bosmat Bolesław Sabramowicz • bosmat Izydor Skorupski • bosmat Władysław Wierzbicki mat Zdzisław Bednarz • mat Wacław Komorowski • mat Antoni Kopeć • mat Kazimierz Kuśmider • mat Zygmunt Lisiak • mat Edward Lutomirski • mat Karol Mackow • mat Czesław Marcinkowski • mat Mieczysław Parszyk mat Stefan Skolimowski • mat Henryk Skotarczyk • mat Zygmunt Sokołowski • mat Alfons Stefański • mat Bolesław Taracznik • mat Tadeusz Wodyk • mat Jan Wojda • mat Lucjan Wojciechowski • mat Władysław Wypych |                                            |
| Starsi marynarze i marynarze |                                            |
| st. mar. Józef Czajkowski • st. mar. Stanisław Jóźwiak • st. mar. Konrad Kalina • st. mar. Piotr Kraszewski • st. mar. Kazimierz Kubiak • st. mar. Marian Kubiszyn • st. mar. Kazimierz Kujawa st. mar. Jan Paprocki • st. mar. Zdzisław Piechocki • mar. Tadeusz Altman • mar. Florian Bukowski • mar. Bronisław Kamieniecki • mar. Władysław Kwiatkowski • mar. Brunon Nierzwicki mar. Jan Oelberg • mar. Karol Posacki • mar. Leon Pośmiech • mar. Norbert Radowski • mar. Edward Tomczak • mar. Stefan Toruński • Roman trociński • mar. Czesław Wrotek                                                                                     |                                            |